# Ertumaxomab
L'ertumaxomab nome commerciale Rexomun, è un anticorpo monoclonale ibrido Topo/ratto, valutato in studi di fase II per il trattamento del tumore della mammella.
Viene anche chiamato anticorpo tri-funzionale perché agisce collegando le cellule T, i macrofagi e le cellule cancerose insieme.
Il target molecolare del farmaco sono gli antigeni HER2/neu e CD3

### Ertumaxomab
- (EN) L. Harivardhan Reddy e Patrick Couvreur, Macromolecular Anticancer Therapeutics, Springer, 1º giugno 2009,  pp. 456–, ISBN 978-1-4419-0506-2.
- (EN) Zhiqiang An, Therapeutic Monoclonal Antibodies: From Bench to Clinic, John Wiley and Sons, 8 settembre 2009,  pp. 41–, ISBN 978-0-470-11791-0.
- (DE) Christoph Huber, Hans-Georg Rammensee, Thomas Wölfel, Cedrik Britten, Krebsimmuntherapien: Standards und Innovationen, Deutscher Ärzteverlag, 2008,  pp. 195–, ISBN 978-3-7691-1212-2.
- (FR) Michel Marty e Michel Boiron, Eurocancer 2009: Compte-rendu du 22e congrès, 23-24-25 juin 2009, Palais des Congrès, Paris, John Libbey Eurotext, 1º ottobre 2009,  pp. 244–, ISBN 978-2-7420-0756-1.